# Cagnac-les-Mines
Cagnac-les-Mines is een gemeente in het Franse departement Tarn (regio Occitanie) en telt 2086 inwoners (1999). De plaats maakt deel uit van het arrondissement Albi.

## Geografie
De oppervlakte van Cagnac-les-Mines bedraagt 24,7 km², de bevolkingsdichtheid is 84,5 inwoners per km².
De onderstaande kaart toont de ligging van Cagnac-les-Mines met de belangrijkste infrastructuur en aangrenzende gemeenten.

## Demografie
Onderstaande figuur toont het verloop van het inwonertal (bron: INSEE-tellingen).